# Nayakas de Kalahasti
Los Nayakas de Kalahasti eran la línea Velugoti de gobernantes de los principados de Kalahasti y Vandavasi durante la Edad Media en la India. Los miembros del grupo incluyen a Damara Chennappa Nayak. Estos Nayakas sirvieron como vasallos y leales a la Dinastía Aravidu del Imperio Vijayanagara, luego con sede en Chandragiri Fort y Vellore Fort.

## Gobernantes notables

### Damarla Chennappa Nayak
Chennappa Nayaka era un nayaka y un general de confianza bajo Sriranga Deva Raya. Chennai, la capital del estado indio de Tamil Nadu, lleva su nombre en su honor.

### Damarla Moodu Venkatappa Nayak
También conocido como Damarla Venkatadri o Venkatappa, como se le llama en los registros holandeses, era el hijo de Damarla Chennapa Nayakadu. También estuvo a cargo de la administración del Imperio Vijayanagara durante el reinado de Peda Venkata Raya, fue el Nayaka de Kalahasti y controló directamente la región hasta Wandiwash.
La concesión de tierras para la ciudad de Madras fue ofrecida a los británicos por él y su hermano, cuando negociaron en nombre de Peda Venkata Raya del Imperio Vijayanagara.

### Damarla Ayyappa Nayak
Damarla Ayyappa Nayak era la hermana de Damarla Venkatappa Nayak, residía en Poonamallee al oeste de Madras y administraba el territorio de Kalahasti para su hermano.

## Segunda guerra Anglo-Mysore
Durante la segunda guerra anglo-mysore, los Nayakas de Kalahasti se pusieron del lado de Hyder Ali, mientras que sus superiores del norte los reyes de Venkatagiri tomaron el lado de Arcot y los británicos.